# Allen County, Ohio
Allen County är ett administrativt område i delstaten Ohio, USA, med 106 331 invånare. Den administrativa huvudorten (county seat) är Lima.

## Geografi
Enligt United States Census Bureau har countyt en total area på 1 054 km². 1 047 km² av den arean är land och 6 km² är vatten.

### Angränsande countyn
- Putnam County - nord
- Hancock County - nordost
- Hardin County - öst
- Auglaize County - syd
- Van Wert County - väst

### Orter
- Harrod
- Lima (huvudort)